# ثلیجه
ثلیجه (به عربی: ثلیجة) یک روستا در سوریه است که در ناحیه سنجار واقع شده‌است. ثلیجه ۷۴۱ نفر جمعیت دارد.